# توم إيفانز (لاعب كرة قدم بريطاني)
توم إيفانز (بالإنجليزية: Tom Evans)‏ (31 ديسمبر 1976 بدونكاستر في المملكة المتحدة - ) هو لاعب كرة قدم بريطاني في مركز حراسة المرمى. شارك مع منتخب إيرلندا الشمالية لكرة القدم من الدرجة الثانية ‏. أما مع النوادي، فقد لعب مع سكونثورب يونايتد وشيفيلد يونايتد وكريستال بالاس وكوفنتري سيتي ونادي يورك سيتي ونادي غاينسبورو ترينيتي وAlfreton Town F.C. ‏ وHarrow Borough F.C. ‏ ونادي بوسطن يونايتد.

## وصلات خارجية
- توم إيفانز على موقع Soccerbase.com (لاعب) (الإنجليزية)